# Сапонь-э-Фёшер
Сапо́нь-э-Фёше́р (фр. Sapogne-et-Feuchères) — коммуна во Франции, находится в регионе Шампань — Арденны. Департамент — Арденны. Входит в состав кантона Флиз. Округ коммуны — Шарлевиль-Мезьер.
Код INSEE коммуны — 08400.
Коммуна расположена приблизительно в 200 км к северо-востоку от Парижа, в 85 км севернее Шалон-ан-Шампани, в 14 км к юго-западу от Шарлевиль-Мезьера.

## Население
Население коммуны на 2008 год составляло 502 человека.
| 1962 | 1968 | 1975 | 1982 | 1990 | 1999 | 2008 |
| ---- | ---- | ---- | ---- | ---- | ---- | ---- |
| 392  | 402  | 435  | 450  | 473  | 504  | 502  |

## Экономика
В 2007 году среди 346 человек в трудоспособном возрасте (15—64 лет) 232 были экономически активными, 114 — неактивными (показатель активности — 67,1 %, в 1999 году было 68,4 %). Из 232 активных работали 213 человек (119 мужчин и 94 женщины), безработных было 19 (7 мужчин и 12 женщин). Среди 114 неактивных 40 человек были учениками или студентами, 31 — пенсионерами, 43 были неактивными по другим причинам.

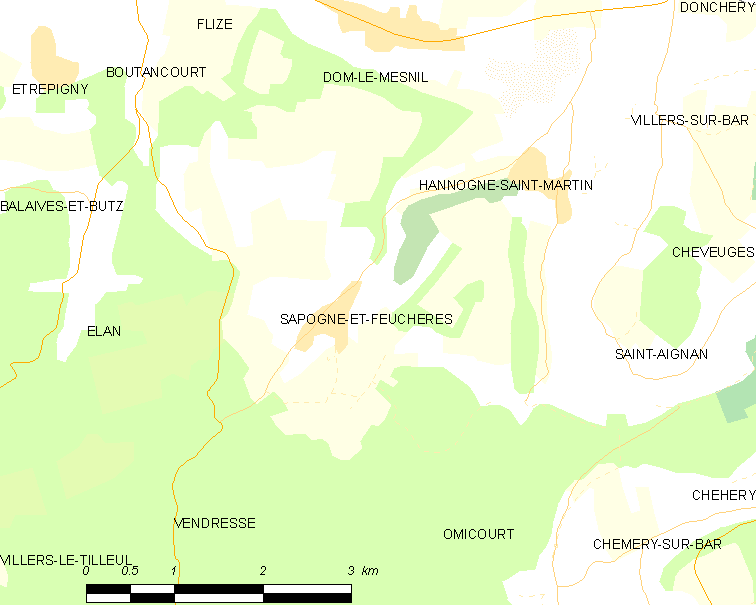
Карта коммуны